# Метод Куммера
Метод Куммера — в теории числовых рядов способ, позволяющий заменить заданный ряд другим, сходящимся быстрее, предложен Э. Куммером.
Предположим, что имеется сходящийся числовой ряд {\displaystyle a_{k}} и требуется найти его сумму с заданной точностью. Для увеличения скорости сходимости этого ряда применяется метод Куммера, который состоит в следующем. Подбирается ряд {\displaystyle b_{k}} с известной суммой такой, чтобы разность
{\displaystyle c_{k}=a_{k}-b_{k}=o\,(a_{k}),\;k\to \infty }
В этом случае величину {\displaystyle S=\sum _{k=0}^{\infty }a_{k}} можно представить в виде суммы {\displaystyle S=\sum _{k=0}^{\infty }b_{k}+\sum _{k=0}^{\infty }c_{k}} где ряд {\displaystyle c_{k}} сходится быстрее, чем исходный ряд, а сумма ряда {\displaystyle b_{k}} — известна. Это означает, что для получения суммы ряда с заданной точностью во втором случае нужно взять меньшее количество членов ряда {\displaystyle c_{k}}.
Например, для повышения скорости сходимости ряда 
{\displaystyle \sum _{k=1}^{\infty }{\tfrac {1}{k^{2}}}}
можно воспользоваться рядом 
{\displaystyle \sum _{k=1}^{\infty }{\tfrac {1}{k(k+1)}}=\sum _{k=1}^{\infty }\left({\tfrac {1}{k}}-{\tfrac {1}{k+1}}\right)=1},
сумма которого известна, и записать
{\displaystyle \sum _{k=1}^{\infty }{\tfrac {1}{k^{2}}}=1+\sum \limits _{k=1}^{\infty }{\tfrac {1}{k^{2}(k+1)}}}.
Преобразование Куммера можно применять не ко всем членам исходного ряда, а только к членам ряда, начиная с некоторого места. В этом случае несколько членов исходного ряда остаются без изменения.